# Sophie Gilliat-Ray
Sophie Gilliat-Ray OBE (* 6. Mai 1969) ist Professorin für Theologische Studien mit Schwerpunkt Islam und Direktorin des Centre for the Study of Islam in the UK an der Universität Cardiff (engl. Cardiff University) in Cardiff, Wales.
Zu ihren Forschungsinteressen zählen Islam und Muslime in Großbritannien, Seelsorge und religiöse Fachkräfte, Religion im öffentlichen Leben und in Institutionen.
Sie ist einer der Trustees des Cambridge Muslim College.
Sie ist einer der Unterzeichner der Botschaft aus Amman (Amman Message).
2013 erhielt Gilliat-Ray den Muslim Council of Wales Achievement Award. 2024 wurde sie zum Mitglied der British Academy gewählt. 

## Publikationen (Auswahl)
- Sophie Gilliat-Ray: Muslims in Britain. Cambridge University Press, 2010, ISBN 978-0-521-53688-2
- Sophie Gilliat-Ray and Mansur Ali, Cardiff University, UK and Stephen Pattison, Birmingham University, UK: Understanding Muslim Chaplaincy. Ashgate AHRC/ESRC Religion and Society Series 2013
- ‘The first registered mosque in the UK, Cardiff, 1860’: the evolution of a myth